# Drone cible

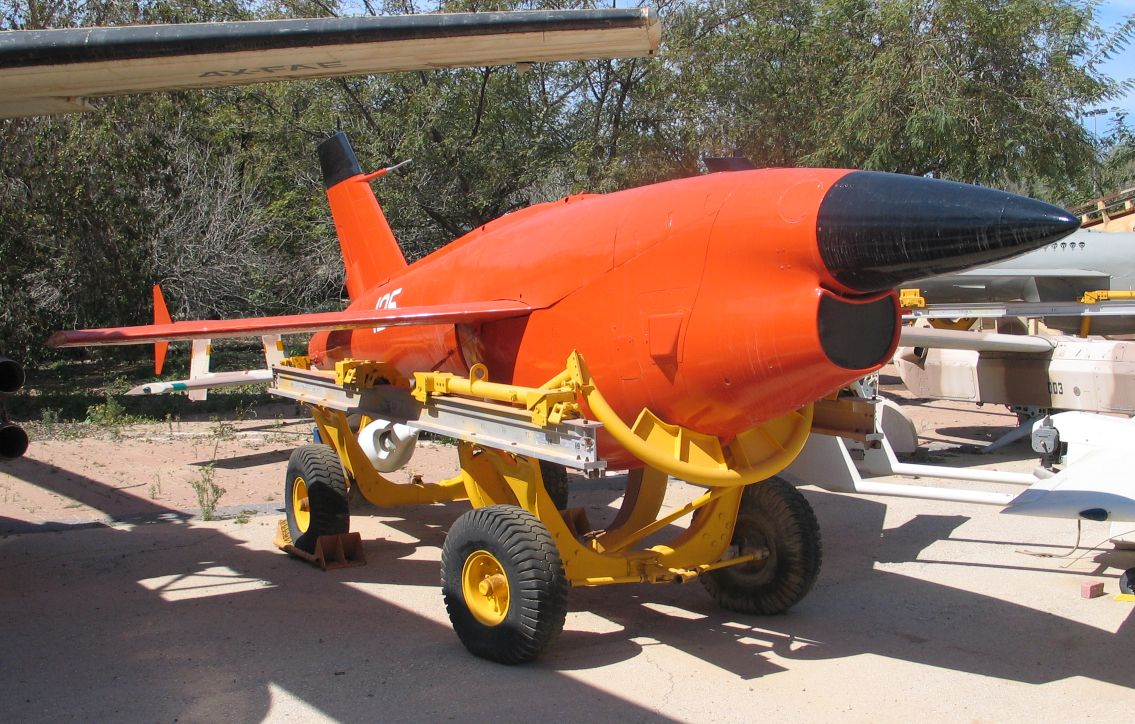
Ryan Firebee, utilisé comme drone cible

Un drone cible, aussi appelé engin cible, est un véhicule aérien sans pilote, généralement radiocommandé, généralement utilisé dans la formation des équipages antiaériens.

## Description
Dans leur forme la plus simple, les drones cibles ressemblent souvent à des modèles réduits d'aéronefs radiocommandés. Les drones plus modernes peuvent utiliser des contre-mesures, des radars et des systèmes similaires pour imiter les avions pilotés.
Les drones plus avancés sont fabriqués à partir de gros missiles plus anciens dont l'ogive a été retirée.

## Historique

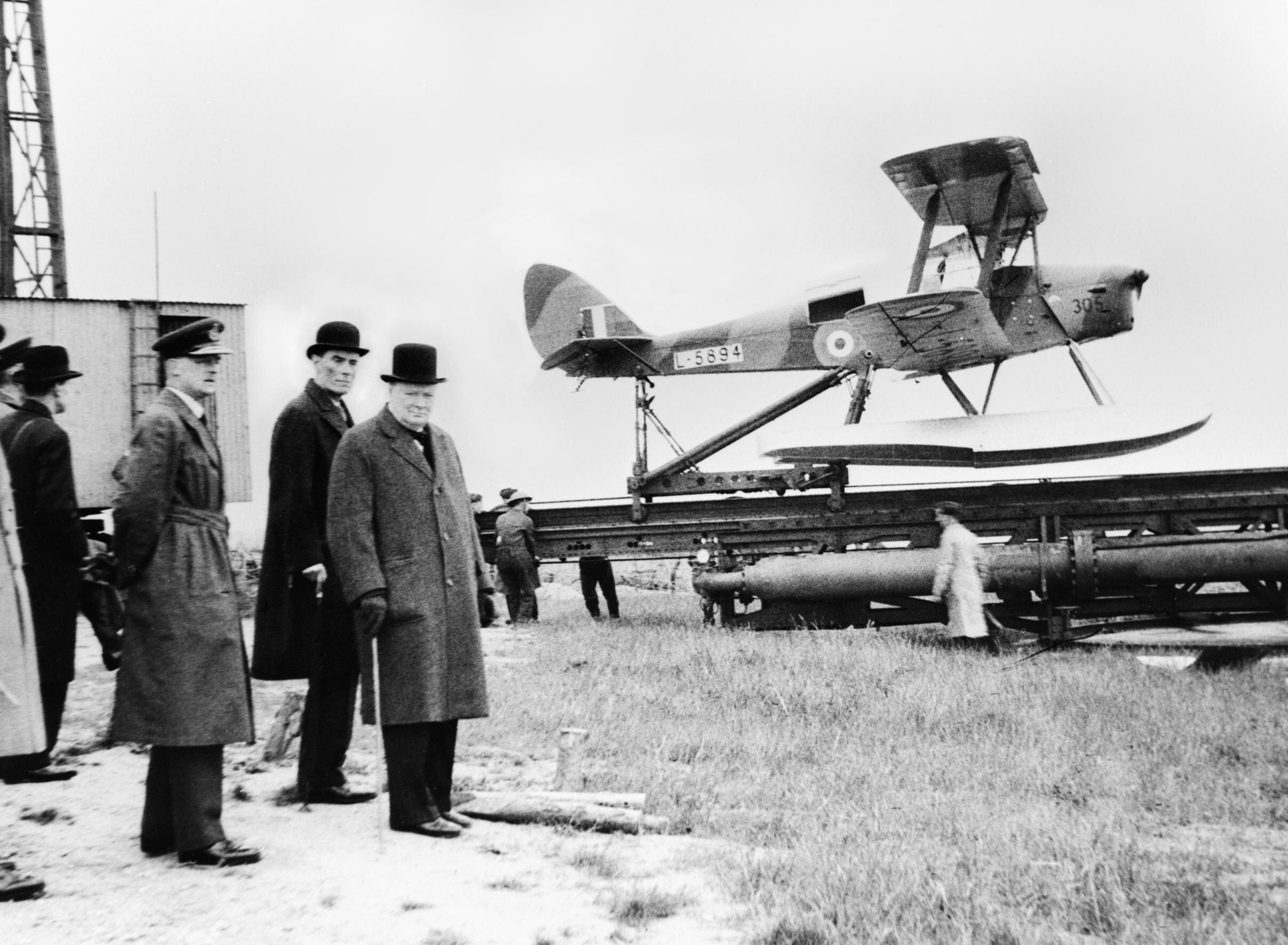
Winston Churchill et le secrétaire d'état inspectent un de Havilland Queen Bee télécommandé, 6 juin 1941.

L'un des premiers drones était le britannique DH.82 Queen Bee, une variante de l'avion d'entraînement Tiger Moth opérationnel à partir de 1935.
Le premier engin cible français est le CT 10, développé à partir de 1946 par l'Arsenal de l'aéronautique et dérivé du missile V1 allemand.
Au Royaume-Uni, des avions à réaction et à hélices obsolètes de la Royal Air Force et de la Royal Navy (comme les Fairey Firefly, Gloster Meteor et de Havilland Sea Vixen utilisés à RAE Llanbedr (en) entre les années 1950 et 1990) ont également été modifiés en drones télécommandés mais de telles modifications sont coûteuses.
Avec un budget beaucoup plus important, l'armée américaine a été plus susceptible de convertir des avions à la retraite ou des versions plus anciennes d'avions encore en service (par exemple, QF-4 Phantom II et QF-16 Fighting Falcon) en cibles pilotées à distance pour l'US Air Force, l'US Navy et US Marine Corps utilisent comme cibles aériennes à grande échelle,.

## Exemples de drones cibles
- Airspeed AS.30 Queen Wasp
- ARSAERO CT 10
- Nord Aviation CT.20
- Nord Aviation CT.41
- GQM-163 Coyote
- KZD-85
- Missile Sparrow
- SCR SCRAB
- HESA Karrar

## Galerie d'images

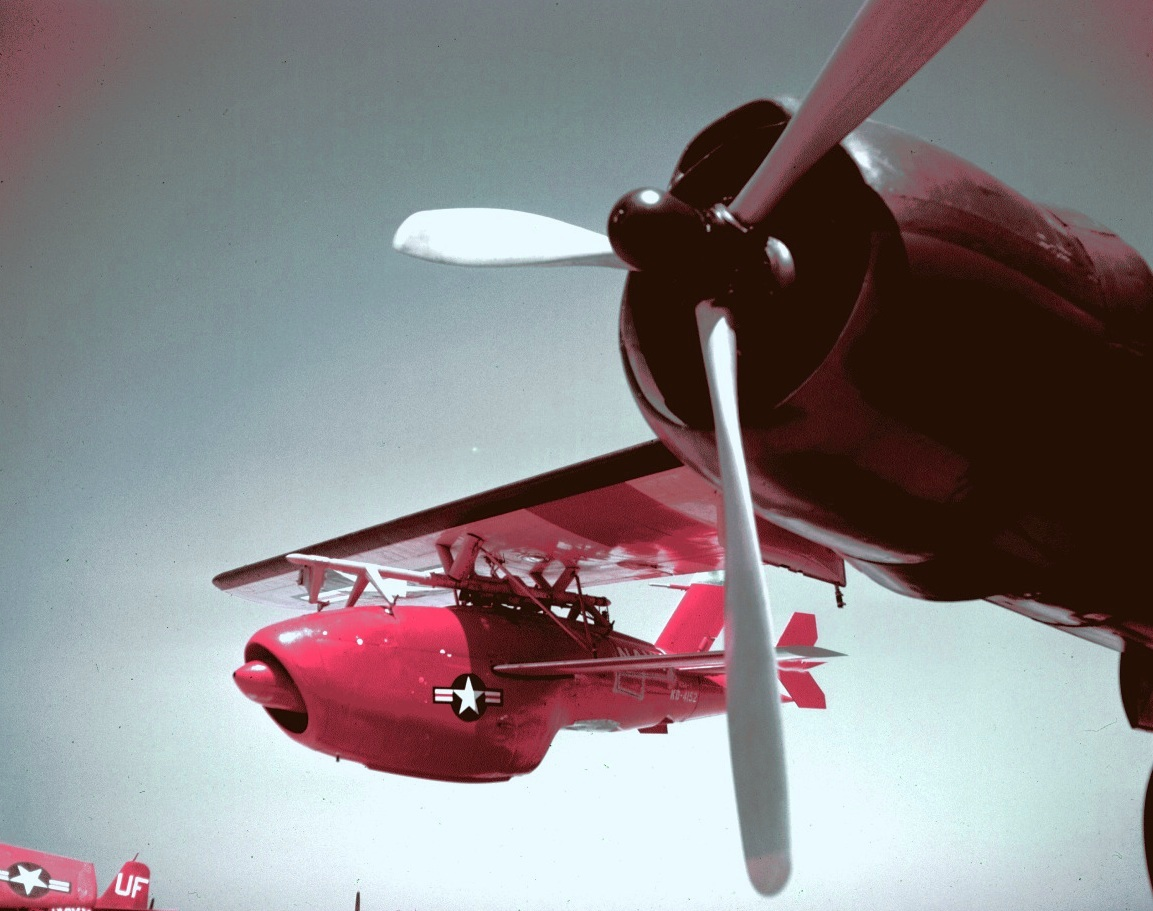
KDA Firebee sous l'aile d'un JD-1 Invader
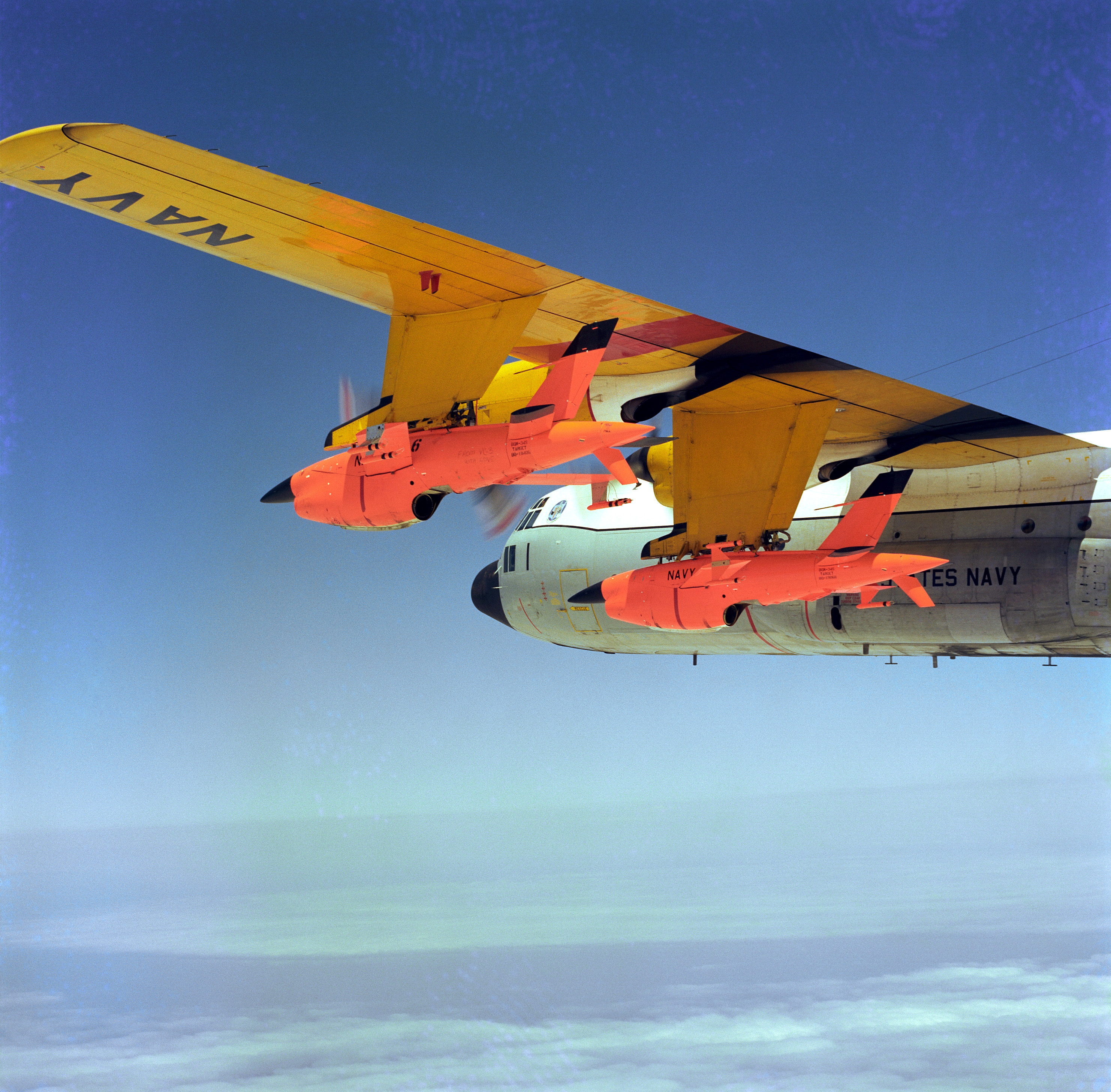
Avion de contrôle de drones Lockheed DC-130 portant deux drones cibles BQM-34 Firebee
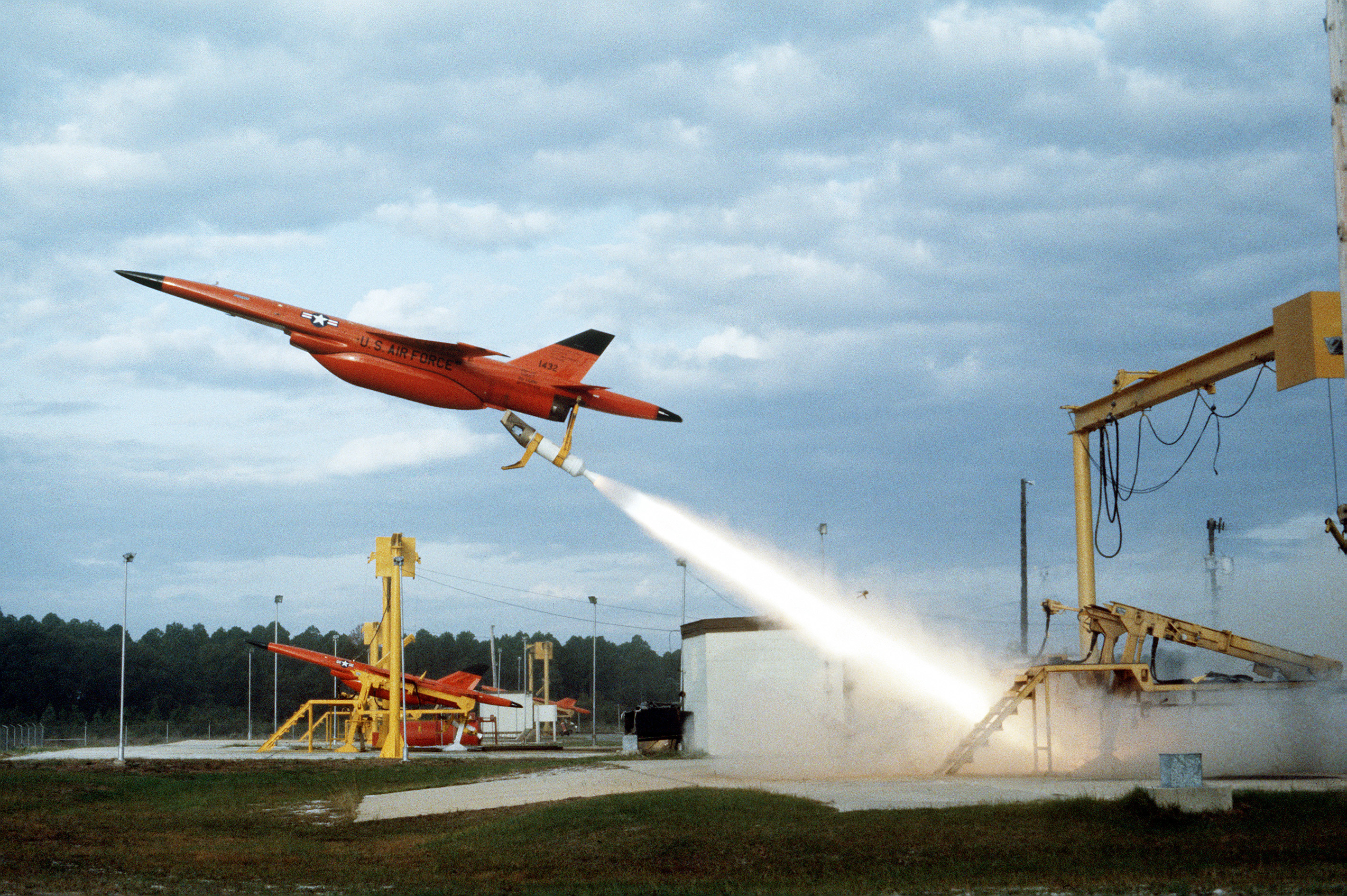
Lancement d'un BQM-34F Firebee II RATO, Tyndall AFB 1982
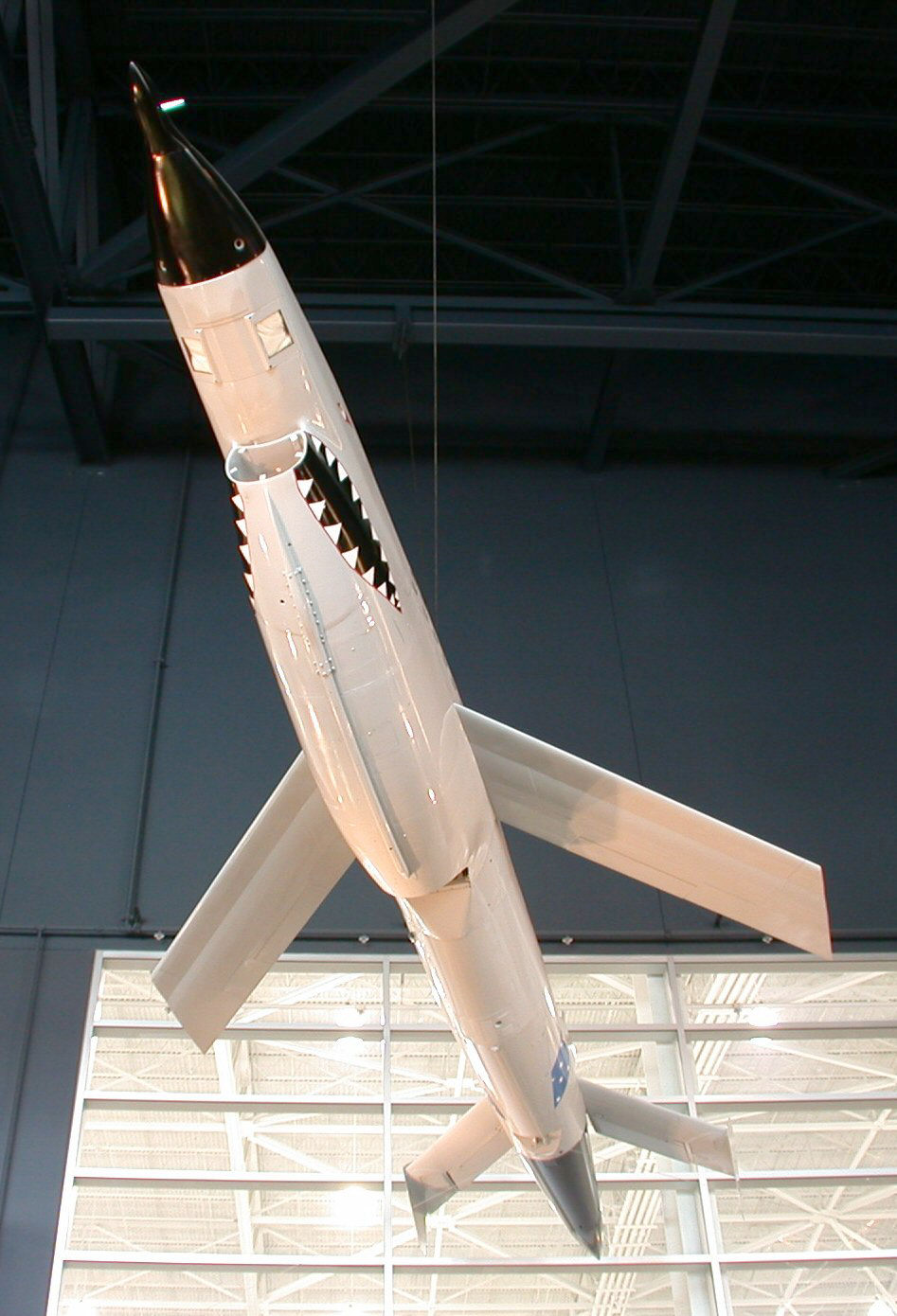
Drone de reconnaissance et cible Ryan Model 147 (en) "Lightning Bug"
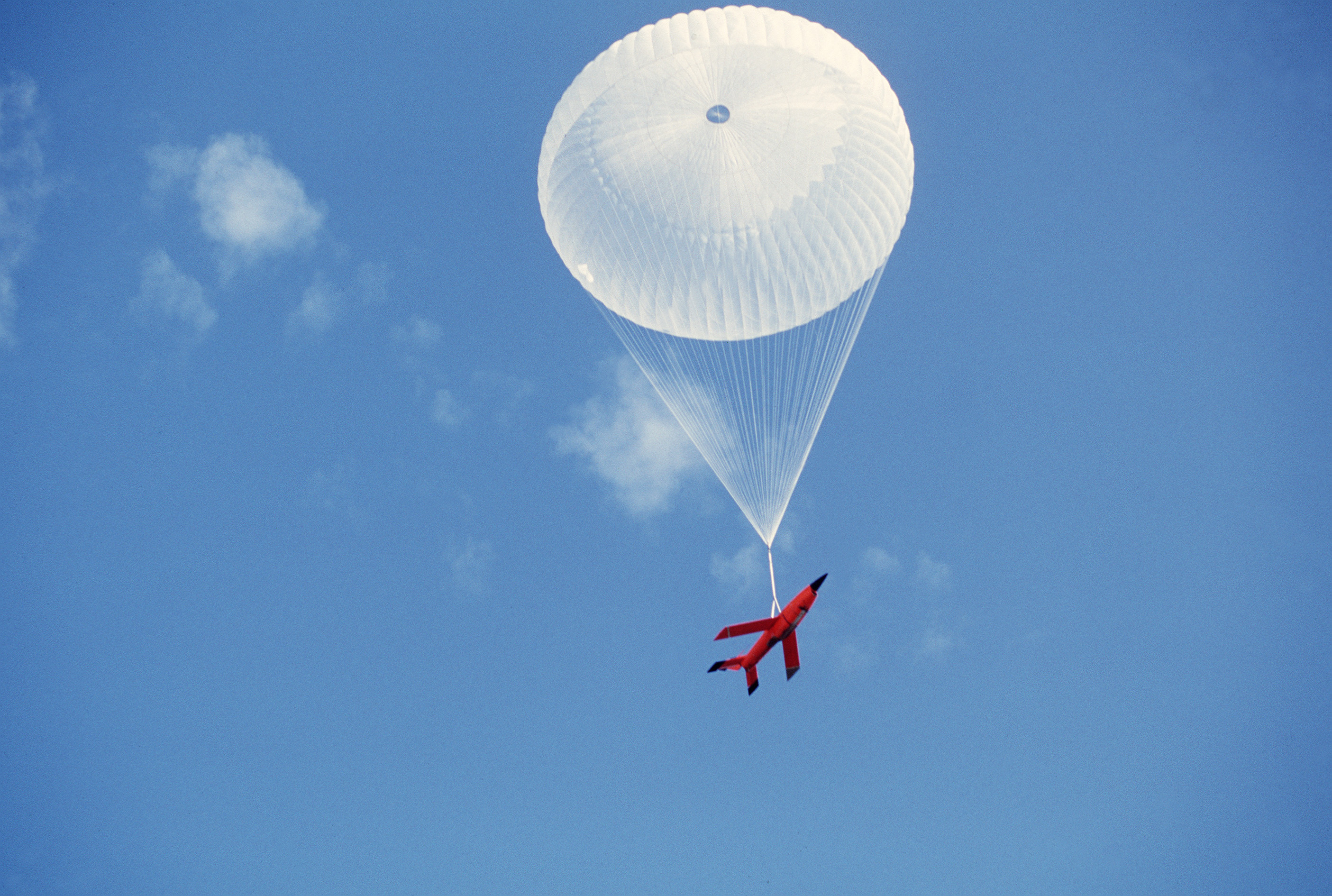
BQM-34A Firebee retourne au sol avec un parachute sur la Tyndall AFB en 1982
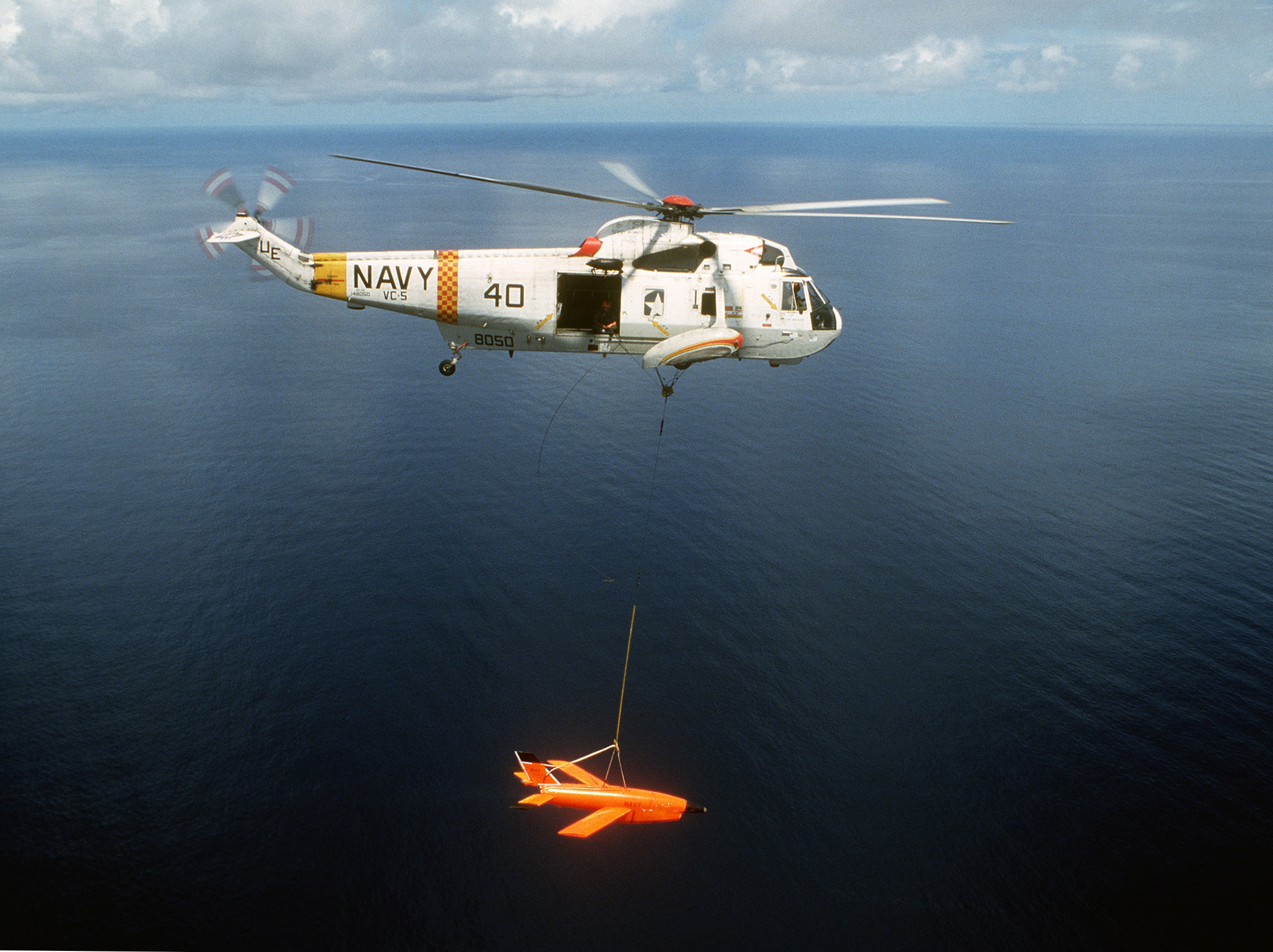
Sikorsky SH-3 Sea King repêchant un BQM-34S Firebee drone
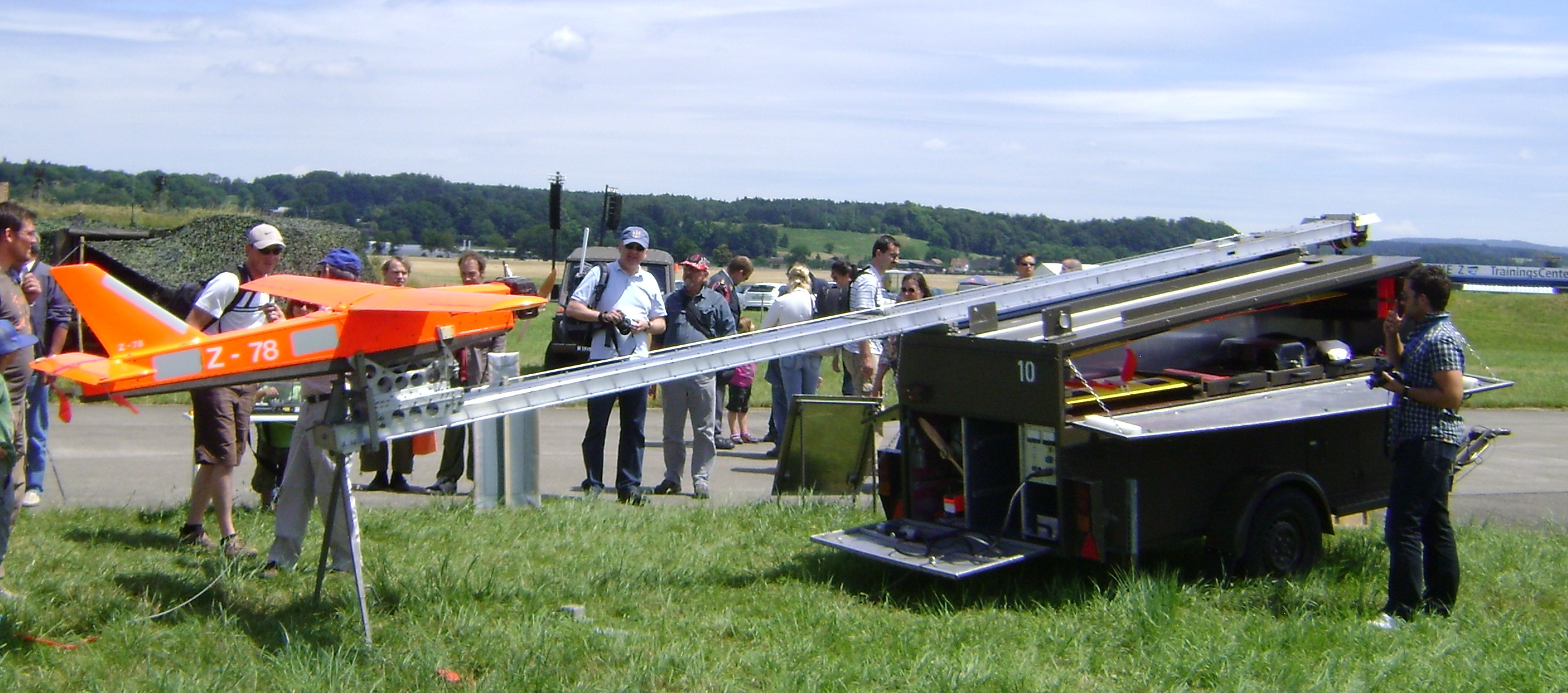
Drone cible de l'armée suisse KZD-85
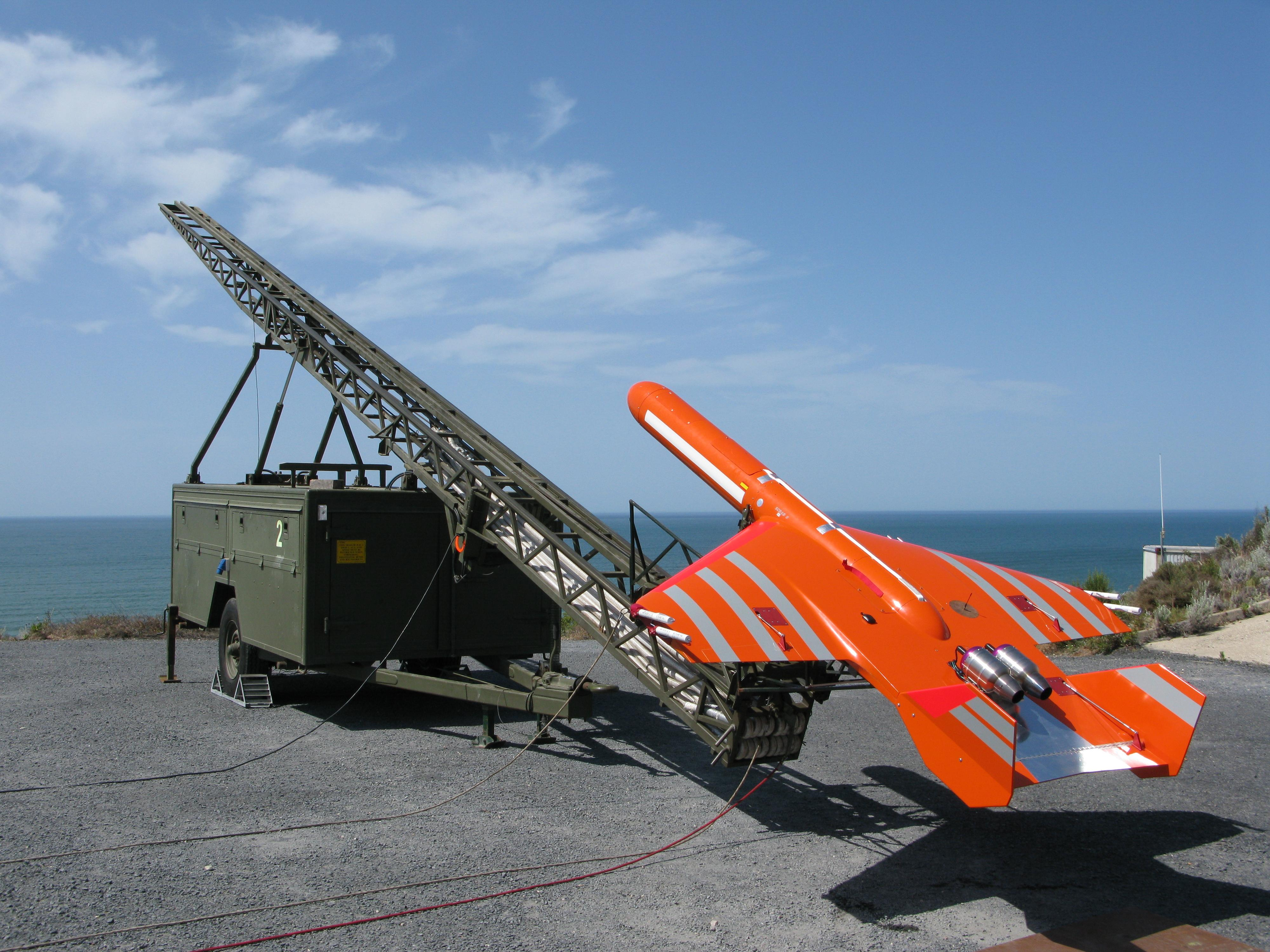
SCR SCRAB de l'armée espagnole